# Де Бёрманн, Фредерик Огюст
Фредерик Огюст де Бёрманн (фр. Frédéric Auguste de Beurmann; 1777—1815) — французский военный деятель, бригадный генерал (1811 год), барон (1808 год), участник революционных и наполеоновских войн.

## Биография
Родился в семье военного Огюста де Бёрманна (фр. Auguste de Beurmann; 1741-1793) и Катрин Кюблебер (фр. Catherine Kübleber). Его старший брат Жан-Эрнест также дослужился до звания генерала.
10 августа 1784 года вместе с братом были приняты в Сальмский пехотный полк (будущий 62-й линейный), в котором служил их отец, в качестве сынов полка. 10 июня 1788 года начал полноценную службу в этом полку.
С начала войны был адъютантом генерала Клебера, и служил с ним в составе Северной  и Самбро-Маасской армий. 1 июня 1796 года был ранен саблей в правую руку при пересечении реки Зиг. 18 июля 1796 года в звании лейтенанта временно переводится в 1-й конно-егерский полк, а с 30 марта 1797 года служит в полку на постоянной основе. Сражается в рядах Рейнской, Дунайской и Гельветической армий.
8 июля 1799 года назначается адъютантом генерала Мортье. 27 сентября 1799 года прямо на поле боя при Цюрихе произведён в капитаны. 20 ноября 1800 года был переведён в новообразованный полк конных егерей Гвардии консулов. 27 ноября 1800 года присоединяется к генералу Дюроку во время его дипломатической миссии в Санкт-Петербург.
13 октября 1802 года производится в командиры эскадрона гвардии. 2 декабря 1805 года с конными егерями отличился при Аустерлице, где был дважды ранен штыковыми ударами. 18 декабря 1805 года произведён в полковники, и получил под своё начало 17-й драгунский полк.
В составе 4-й драгунской дивизии принимал участие в Прусской кампании 1806 года и Польской кампании 1807 года. Отличился в сражениях при Прейсиш-Эйлау, Мансфельде, Кёнигсберге и Фридланде.
15 октября 1808 года с дивизией переброшен в Испанию. Участвовал в захвате Мадрида и Бенавента. 15 января 1809 года ранен пулей в левую пятку при Ла-Корунье, сражался при Браге и Арсобиспо. 12 мая 1809 года на протяжении 8 часов со своим полком и двумя пехотными батальонами героически оборонял мост в Амаранте, где отразил нападение 6000 испанцев при поддержки 4 орудий. В ходе боя был ранен пулей в правую щёку. В 1810 году отличился при Эстремадуре, 16 мая 1811 года  в сражении при Ла-Альбуэре.
6 августа 1811 года повышен до бригадного генерала. 9 ноября 1811 года был назначен инспектором кавалерийского депо в 5-м военном округе в Саарлуи.
30 декабря 1811 года (по другим данным 28 января 1812 года) возглавил 14-ю бригаду лёгкой кавалерии, которая действовала в авангарде 3-го армейского корпуса Великой Армии в Русском походе 1812 года. 8 августа отличился в бою при Молевом Болоте (Иньково), где дивизия генерала Себастьяни была атакована казаками Платова. Бёрманн со своей бригадой преодолел две лиги галопом и спас Себастьяни от полного разгрома, вынудив казаков отступить. За эти действия был награждён крестом Коммандана ордена Почётного легиона. Также сражался при Красном, Бородино и Вязьме.
12 апреля 1813 года возглавил бригаду лёгкой кавалерии 1-го армейского корпуса генерала Вандамма. 18 июня – командир 23-й бригады лёгкой кавалерии 3-го армейского корпуса генерала Суама. 19 августа был ранен пулей в почку в сражении при Бунцлау. 12 октября захватил 1200 пленных при Дессау, а затем рассеял 5000 отряд противника у Мульде. Действовал в арьергарде войск Мармона при отступлении от Рейна до Меца.
С 4 января и по 1 июня 1814 года командовал 10-й бригадой лёгкой кавалерии 3-го армейского корпуса. Оборонял Мец, и департаменты Вогезы и Мозель.
При первой Реставрации Бурбонов оставался без служебного назначения. С 5 по 27 января 1815 года был генеральным инспектором кавалерии 15-го военного округа.
После возвращения Наполеона с Эльбы, Бёрманн был представлен Императору в Меце, но получил холодный приём. 13 апреля 1815 года он покончил с собой, застрелившись из двух пистолетов.

## Воинские звания
- Младший лейтенант (10 июня 1792 года);
- Лейтенант (18 июля 1796 года);
- Капитан (27 сентября 1799 года);
- Командир эскадрона гвардии (13 октября 1802 года);
- Полковник (18 декабря 1805 года);
- Бригадный генерал (6 августа 1811 года).

## Титулы
- Герб барона Барон Бёрманн и Империи (фр. baron Beurmann et de l'Empire; декрет от 19 марта 1808 года, патент подтверждён 27 ноября 1808 года)[1].

## Награды
Легионер ордена Почётного легиона (25 марта 1804 года)
 Офицер ордена Почётного легиона (14 июня 1804 года)
 Коммандан ордена Почётного легиона (2 сентября 1812 года)
 Кавалер ордена Военных заслуг (1814)